# Pont de Wabaria
Le pont de Wabaria est un pont sur le fleuve Niger situé à Wabaria au Mali, chef-lieu de la commune de Gounzoureye sur la rive droite du fleuve, au sud de la ville de Gao située, quant à elle, sur la rive gauche. Il est parcouru par la Route nationale 18. 

## Historique
L'ouvrage a été inauguré le jour de l'anniversaire de l'indépendance du Mali le 22 septembre 2006 par le président Amadou Toumani Touré. Il a été financé par la Banque islamique de développement (7,3 milliards de francs CFA) et l'État malien (1,6 milliard). Sa conception est celle de bureaux d'études maliens et tunisiens et c'est l'entreprise chinoise China State Construction Engineering qui en a réalisé la construction.
En 2013, le pont de Wabaria a été le théâtre de combats entre les forces spéciales françaises et le MUJAO au cours de la deuxième bataille de Gao de la guerre du Mali.